# Samkhya
Das Samkhya (Sanskrit: n., सांख्य; IAST: Sāṃkhya; auch Sāṅkhya) gilt als eines der ältesten philosophischen Systeme indischen Ursprungs. Wegen seines großen Einflusses auf spätere Entwicklungen innerhalb der indischen Philosophie zählt es zusammen mit dem Vedanta, der dem Samkhya einige seiner Theorien verdankt, zu den richtungsweisendsten Strömungen vedisch orientierten Denkens. Der Sanskrit-Begriff „samkhya“ bedeutet wörtlich „Zahl“, „Aufzählung“ oder „das, was etwas in allen Einzelheiten beschreibt“, und bezieht sich auf die im Samkhya postulierten wirklichkeitsbestimmenden Elemente, die dort einer umfassenden Analyse unterzogen werden. Allein das Wissen um diese Elemente soll bereits zur Befreiung aus dem Kreislauf der Wiedergeburten führen, was die primär soteriologische Rolle unterstreicht, die diese Tradition der Erkenntnis zukommen lässt.
Samkhya befasst sich mit der Aufzählung und Beschreibung der Existenz. In der westlichen Philosophie würde man diesen Aspekt mit Ontologie, der Wissenschaft vom Sein, übersetzen.

## Entstehung und Entwicklung
Die  Überlieferung nennt Kapila, Autor des verlorengegangenen Samkhya-Sutra, als Begründer des Systems. Ob es sich hierbei um eine historische oder um eine rein legendäre Person handelt, ist in der Forschung umstritten. Als wichtigste Textquelle gilt das älteste erhaltene Werk der Tradition, die Samkhya-Karika von Ishvarakrishna, eine Sammlung von insgesamt 72 Lehrstrophen, die etwa zwischen 350 und 450 n. Chr. verfasst wurde. Aus diesem Text ist die Lehre in der vorliegenden Form bekannt. Als Kernzeit des Samkhya ist die klassische Epoche anzusehen (um 400 v. Chr. bis um 700 n. Chr.). Das Mahabharata, das große indische Epos (300 v. Chr. – 500 n. Chr.) wurde deutlich vom Samkhya beeinflusst. Das Samkhya war schon früh mit dem Yoga eine enge Verbindung eingegangen. Das Samkhya lieferte die Theorie, das Yoga bildete die Praxis.
Aufgrund dieses ergänzenden Aspekts werden die beiden Systeme auch unter der Wortkombination „Samkhya-Yoga“ paarweise zusammengefasst. Gegen Mitte des ersten Jahrtausends ging das System des Samkhya vollständig im Yoga auf und zählt daher heute vielfach zu den erloschenen Traditionen indischer Philosophie, auch wenn viele ihrer Grundideen durch Aufnahme in die Lehrgebäude zahlreicher nachfolgender Strömungen weiterhin am Leben erhalten wurden. So beruft sich die Theorie des hinduistischen Medizinsystems, des Ayurveda, ganz wesentlich auf das philosophische System des Samkhya.
Feuerstein (2009) widerspricht dieser Auffassung, insofern beide Traditionen ihre eigenen, klar charakterisierten Theorien und praktischen Methoden haben.

## Theismus versus Atheismus
Anhand einer langen Liste von Indizien stellt Helmuth von Glasenapp dar, dass der genannte Autor des Samkhya-Sutra, der Rishi Kapila, als Theist oder Panentheist zu bezeichnen sei. So behaupten viele indische Schriftsteller der späteren Zeit, wie Madhva, Vallabha und andere, Kapila hätte ein Samkhya gelehrt, das den Upanishaden entsprach. Auch im Mahabharata treten Kapila und seine Schüler als Vertreter des Panentheismus und Streiter für die Sache Gottes auf. In den Puranas wird Kapila mit der Lehre vom All-Geist in Verbindung gebracht.  Alle älteren Texte lassen nur den Schluss zu, dass mit Samkhya eine Lehre bezeichnet wurde, die einen Universalen Geist als Urgrund der Vielheit annahm und sich im Aufzählen der Weltelemente von den älteren Upanishaden unterschied. Dieser Umstand gibt eine Erklärung dafür, dass in den Upanishaden, in der Bhagavad-Gita und in den Puranas Vedanta und Samkhya nicht als Gegensätze erscheinen.
In der Samkhya-Karika von Ishvarakrishna greift der Autor die Lehre vom Dasein eines Weltenherrn Ishvara nicht an, vielmehr wird das Gottesproblem überhaupt nicht behandelt. Erst die Kommentatoren zur Karika führen Gründe gegen das Dasein eines Ishvara an, so dass von 500 nach Christus an das klassische Samkhya eine ausgesprochen anti-theistische Haltung vertrat. Dennoch versuchte Vijnanabhikshu (16. Jh.), dessen Kommentar Sāṃkhyapravacanabhāṣya als sehr wichtiges Werk eingeschätzt wird, den Samkhya mit dem theistischen Yoga und dem Vedanta zu einem theistischen „nichtunterscheidbaren Nichtdualismus“ (avibhagādvaita) zu vereinen.

## Philosophie
Im Zentrum der Philosophie des Samkhya steht die Darstellung der „25 Wirklichkeiten“ (tattvas) und die damit verbundene Lehre von (geistiger) Evolution und Involution. Sie stellt in der indischen Philosophie eines der sechs orthodoxen Shaddarshanas (Sanskrit दर्शन darśana)  (klassischen indischen Philosophiesysteme) dar. Die Sankhya-Philosophie handelt von der kosmischen und der spirituellen Befreiungslehre. Weil in der Sankhya die Tattvas (Grundregeln, 25 Wirklichkeiten) aufgezählt werden, spricht man von Sankhya auch als Zahl bzw. Aufzählung. Sie steht exemplarisch für die Auffassung, dass bereits ein Verständnis der im Samkhya artikulierten kausal aufeinanderfolgenden Weltentstehungs-Stufen dazu ausreicht, die vollständige Erlösung aus dem Wiedergeburtenkreislauf zu erlangen, welche auch hier – wie bei den meisten philosophischen und religiösen Traditionen indischen Ursprungs – im Vordergrund steht. Jene Erlösung geht im Samkhya einher mit der Beendigung von drei Arten des Leidens (duhkha):
- adhyatmika (Leiden unter physischen oder psychischen Krankheiten),
- adhibhautika (von Außen zugefügtes Leid durch Umwelteinflüsse oder Gewalt anderer), und
- adhidaivika (Leid durch Naturgewalt, Umweltkatastrophen oder übernatürliche Phänomene).

### Metaphysik und Ontologie
Das Samkhya vertritt im Rahmen seiner Metaphysik grundsätzlich einen Dualismus. Das Weltgeschehen wird auf zwei fundamentale Prinzipien zurückgeführt:
1. passiven, bewussten Geist (Purusha) und
2. aktive, unbewusste „Urmaterie“ oder „Natur“ (Prakriti).

Purusha ist das Selbst, das allen fühlenden Wesen innewohnt. Es verleiht Menschen, Tieren, Pflanzen sowie Göttern Empfindungsfähigkeit und Bewusstsein. Prakriti ist die schöpferische Kraft hinter allen psychophysischen wie materiellen Gegebenheiten des Seins, zu denen auch Körperlichkeit, Denkprozesse und Wahrnehmung gehören. Da der Mensch, dessen wahre und ursprüngliche Identität einzig und allein Purusha ist, die zur Sphäre der Prakriti gehörigen Aspekte irrtümlicherweise für Bestandteile seiner selbst hält, wird er aufgrund dieser Verwechslung  in Leiden verstrickt. Es ist daher  in der Lehre des Samkhya von entscheidender Bedeutung für den nach Erlösung Strebenden, die beiden Substanzen und ihre Merkmale streng voneinander unterscheiden zu lernen.
Der Urmaterie Prakriti werden im Samkhya drei Gunas (Eigenschaften) zugeordnet:
- Sattva (das Seiende, Reinheit, Klarheit),
- Rajas (Bewegung, Energie, Leidenschaft) und
- Tamas (Trägheit, Finsternis, Schwere).

Das Verhältnis zwischen Prakriti und dieser ihr innewohnenden drei Kräfte wird in diversen Analogien illustriert und darin mit der Beziehung zwischen Lampe, Flamme und Docht oder mit einem aus drei Fäden bestehenden Zwirn verglichen. Wenn sich die Gunas im Gleichgewicht befinden, verbleibt die Prakriti in ihrem unmanifestierten Zustand (avyakta) als reine, undifferenzierte Potentialität. Sie wird in diesem Stadium als „Mulaprakriti“ (Wurzel der Urmaterie) bezeichnet, da in ihr die gesamte Welt verborgen liegt, wie ein Baum im Samenkorn. Aufgrund der bloßen Nähe der Prakriti zu einem Purusha wird diese Balance jedoch gestört, und es kommt zu einem universellen Entfaltungsprozess, in dem die latente, verborgene Schöpfungskraft der Prakriti die gesamten Phänomene der Welt hervorbringt:
Aus der Urmaterie (mulaprakriti) entspringt die kosmische Intelligenz oder höhere Vernunft (mahat oder buddhi), und daraus das Ichbewusstsein (Ahamkara). Das Ichbewusstsein ist seinerseits der Ursprung des Denkvermögens (manas), aus dem die zehn Sinnesorgane (indriyani) entstehen. Diese Sinnesorgane umfassen die fünf Erkenntnisvermögen (buddhindriyani) und die fünf Tatvermögen (karmendriyani). Aus den Sinnesorganen gehen die fünf feinstofflichen Elemente Ton, Berührung, Gestalt, Geschmack, Geruch (tanmatras) und die fünf grobstofflichen Elemente Raum, Luft, Feuer, Wasser, Erde (mahabhutani) hervor. Insgesamt sind dies, zusammen mit Purusha, die „25 Tattvas“.
Diese Manifestation (vyakta) vollzieht sich ohne aktive Einwirkung des Purusha, der in seinem Wesen stets unbeteiligter Zuschauer oder „Zeuge“ (sakshin) ist. Er löst inaktiv, durch seine bloße Gegenwart, die Evolution aus, und die Rolle der „causa materialis“ kommt allein Prakriti zu, die daher auch „Pradhana“ (die erste [Ursache]) genannt wird. Anhand dieser Auffassung lässt sich auch das vom Samkhya vertretene Kausalitätsmodell des satkaryavada  (Sanskrit, etwa: „Lehre vom Sein der Wirkung“) erklären, nach dem die Ursache bereits der Wirkung immanent ist: die Wirkung bringt laut dieser Betrachtungsweise nichts wirklich Neues hervor, sondern das Entstehen ist lediglich die Wiederkehr der ewig gleichen Substanz, die ständig neu modifiziert und transformiert wird (parinama). Ursache und Wirkung sind identisch. Die Samkhya begründen dies damit, dass, wenn die Ursache von der Wirkung verschieden wäre, es keine gemeinsame Verbindung zwischen den beiden gäbe, und daher alles ganz willkürlich entstehen könnte (z. B. Milch aus einem Stein). Wäre die Ursache nicht bereits der Wirkung immanent, müsste die Wirkung aus dem Nichts gekommen sein, da sie vor ihrer Manifestation nicht existierte, und dies ist nicht möglich, so das Samkhya, da es nichts gibt, das aus dem Nichts entstehen kann. So wie Käse eine andere Form von Milch ist, beide jedoch die gleiche Beschaffenheit haben, so ist die Wirkung nur eine andere Form der Ursache.
Obwohl der Purusha im Samkhya als „jenseits von Raum, Zeit und Kausalität“, als „ewig rein und frei“ beschrieben wird, stellt er in dieser Philosophie keinen einzigartigen, ungeteilten, alldurchdringenden Urgrund dar wie das Brahman der Upanischaden, sondern es existiert eine unendliche Anzahl von individuellen Purushas. Das hängt sowohl mit der Soteriologie als auch mit der Realitätsauffassung des Samkhya zusammen. Im Gegensatz zu monistischen Systemen, insbesondere dem Advaita Vedanta, werden hier die Abläufe von Entstehen und Vergehen sowie die Trennung zwischen den einzelnen Dingen nicht als etwas Relatives angesehen, dessen Für-wirklich-Halten auf Unwissenheit und Verblendung beruht. Die strikte Dichotomie zwischen Subjekt und Objekt – zwischen Wissendem und Gewusstem, Wahrnehmendem und Wahrgenommenem – soll im letzten Schritt nicht als illusorisch erkannt werden wie im Advaita, sondern macht gerade umgekehrt die wahre Realität aus. Subjekt und Objekt müssen nur richtig voneinander unterschieden werden.
Purusha und Prakriti sind im Samkhya beide als fundamentale Instanzen ebenso wirklich wie die Vielheit der Objekte in der empirischen Welt. Um nun diesen ontologischen und metaphysischen Realismus aufrechterhalten zu können, und eine Befreiung aus dem leidvollen Kreislauf der Wiedergeburten vor diesem Hintergrund plausibel zu machen, bedarf es einer Art von „Seelenpluralismus“, der sehr starke Ähnlichkeit mit dem jainistischen Konzept des Jiva aufweist. Da jeder Mensch einen Purusha beherbergt und auch nur einzeln erlöst werden kann, muss es notwendigerweise viele Purushas geben, da ansonsten durch die Erlösung des Einzelnen gleichzeitig alle anderen ebenso erlöst würden, was der universellen Wirklichkeitsauffassung des Samkhya widerspräche. Eine Herabstufung der Prakriti zu einer Realität zweiten Grades, wie sie im Advaita durch die Gleichsetzung von Prakriti mit Maya vorgenommen wird, kommt daher für die Vertreter des Samkhya nicht in Frage.
Darüber hinaus wird mit dem Argument, dass die Präsenz des Purusha den Grund für das Ungleichgewicht der Guna innerhalb der Prakriti darstellt und daher zwei Instanzen für eine Weltentstehung notwendig sind, ein Monismus zurückgewiesen. Ein alldurchdringendes Wesen in der Gestalt einer „letzten Wirklichkeit“, eines „Einen ohne Zweites“ (Ishvara, Brahman) wird in dem klassischen anti-theistischen Sankhya kategorisch ausgeschlossen (dies ändert sich in der späteren, theistischen Ausprägung des Samkhya, die sich dem Schwestersystem des Yoga angleicht und Ishvara als Schöpferinstanz mit in ihr Lehrgebäude aufnimmt). Das Gesetz des Karma vollzieht sich im klassischen Samkhya noch ohne Einwirkung eines höchsten Gottes. Auch diese Auffassung teilt dieses System mit dem Jainismus sowie auch mit dem Buddhismus, die beide ungefähr zeitgleich mit Samkhya entstanden.

### Epistemologie und Soteriologie
Im Samkhya werden drei Erkenntnismittel (pramanas) als gültig anerkannt:
- Wahrnehmung (pratyaksha),
- Schlussfolgerung (anumana), und
- die Überlieferung durch einen Meister oder heilige Schriften (apta vakya).

Der Erkenntnis wird im Samkhya ein übermäßig hoher Stellenwert beigemessen. Das Erlernen der Vorgänge des kosmischen Entstehungsprozesses und das Bewusstwerden des Sachverhaltes, dass Purusha und Prakriti völlig verschieden sind, keine wirkliche Verbindung miteinander eingehen, und der Purusha von jeher gänzlich frei und unabhängig ist, führt laut Samkhya bereits zu einer Umkehr des Manifestationsprozesses. Ein Wissen um die Rolle des Purusha als „wahres Ich“ des Menschen und als von jeglichem Leiden unberührter Zuschauer des schöpferischen Geschehens von Prakriti – nur in deren Sphäre existiert Leiden – ist bereits Moksha (hier kaivalya – Unabhängigkeit – genannt), das nach dem physischen Tod das Ende aller Wiedergeburten und jeglicher Karma-Bindung mit sich bringt. Das Universum löst sich daraufhin wieder vollständig in die Mulaprakriti auf und verbleibt dort im Zustand des wiederhergestellten Gleichgewichts der Guna.
Es gibt im Zusammenhang mit der Erlösungslehre des Samkhya mehrere Gleichnisse, die den Ablauf der Befreiung versinnbildlichen sollen. Eines davon ist das Gleichnis vom Blinden und vom Lahmen. Der Blinde entspricht der aktiven Prakriti, und der Lahme dem inaktiven Purusha. Sie tun sich zusammen und helfen einander, um gemeinsam sicher an ihr jeweiliges Reiseziel zu gelangen. Dabei nimmt der Blinde den Lahmen huckepack und trägt ihn, der Lahme weist dafür dem Blinden die Richtung. Am Ziel ihrer Reise angelangt, trennen sich ihre Wege wieder. Beide haben die ihnen jeweils zukommende Aufgabe zur Gänze erfüllt.  In einem anderen Gleichnis wird Prakriti mit einer Tänzerin verglichen, die sich unbeobachtet fühlt, bis sie erkennt, dass ihr die ganze Zeit zugesehen wurde. Verschämt bricht sie ihren Tanz ab – so wie Prakriti ihren Schöpfungsprozess abbricht, nachdem der Purusha zur Erkenntnis gelangte, bloßer unbeteiligter „Zuschauer“ des Weltgeschehens zu sein.
Rituale, Opfer werden vom Samkhya abgelehnt. Yoga wird als Methode für den physischen Bereich gesehen: das Abziehen der Sinnesorgane von den Sinnesobjekten. Überwiegt die Reinheit (Sattva) beim Menschen, welche Helligkeit und Klarheit und somit Erkenntnisfähigkeit verkörpert, so hat dies direkten Einfluss auf die Sinnesorgane (Indriyani) und ist einer Erkenntnis zuträglich.